# 山下博子
山下 博子（やました ひろこ、1951年7月29日 - ）は、日本の陸上競技選手。女子走幅跳の元日本記録保持者。高校1年時の1967年より日本陸上競技選手権大会を8連覇。アジア競技大会に2度、オリンピックに1度（ミュンヘン）出場。

## 経歴
福岡県添田町出身。添田町立添田中学校在学中に参加した、1965年の全日本中学生陸上競技会の女子走幅跳において、5m43（中学生新記録）で優勝。翌1966年の全日本中学生陸上競技会では5m90と自己の記録を塗り替えて優勝した。
1967年、福岡県立三潴高等学校1年生の山下は、日本陸上競技選手権大会の女子走幅跳で優勝。以後、1974年まで8連覇しており、連覇記録は2021年現在も破られていない。
高校3年時の1969年6月1日には6m26の日本記録を出しており、2021年3月時点でも高校記録の歴代10傑に残る記録となっている。1969年9月、日本陸上競技選手権大会では6m25を記録し優勝。
中京大学に進学後、1970年6月7日には実業団・学生対抗陸上競技大会の女子走幅跳で、自己の記録と並ぶ6m26の日本タイ記録で優勝。以後、5回にわたり日本学生記録（日本記録でもある）を塗り替える。
1970年12月、アジア大会（バンコク）で金メダル。
1972年6月11日、実業団・学生対抗陸上競技大会で6m41を跳び、日本記録（日本学生記録でもある）更新。これが生涯ベスト記録となった。
1972年ミュンヘンオリンピックに出場するが、記録は6m14にとどまり予選で落選。
1974年の日本陸上競技選手権大会では「福岡北部指導者クラブ」所属として出場、8度目の優勝を果たした。
1974年9月、アジア大会（テヘラン）で銅メダル。当時は福岡県立遠賀農芸高等学校（現在の福岡県立遠賀高等学校）教諭。